# Liu Hongcai
Liu Hongcai (en chino, 刘洪才; pinyin, Liu Hongcai; Panjin, junio de 1955) es un político y diplomático chino, entre 2003 y 2010 fue subjefe del Departamento de Enlace Internacional del Partido Comunista Chino; anteriormente fue embajador chino en Corea del Norte.

## Biografía
Liu nació en 1955 en la localidad de Panjin en la provincia de Liaoning (República Popular China). Entre 1972 y 1975, estudió japonés en el Departamento de Idiomas Asiáticos y Africanos de la Universidad de Lenguas Extranjeras de Pekín. En su último año en la universidad, se unió al Partido Comunista de China y, después de graduarse, fue asignado al Departamento de Enlace Internacional del Comité Central, donde sucesivamente trabajó como subdirector, director, subsecretario general y director de la segunda oficina de Asia, secretario general y director de la oficina general. Entre los años 1989 a 1992, se desempeñó como primer secretario en la Embajada de China en Tokio; de noviembre de 1992 a noviembre de 1993, ocupó el puesto de subdirector del distrito de Shizhong (provincia de Shandong). Posteriormente, en 2003, fue nombrado Subjefe del Departamento de Enlace Internacional del Partido Comunista de China. En 2010, reemplazó a Liu Xiaoming como embajador de China en Corea del Norte, puesto que ocupó hasta 2015 cuando fue sustituido por Li Jinjun.
En marzo de 2015, regresó a China y asumió el puesto de viceministro del Departamento de Enlace Internacional del Comité Central del Partido Comunista de China, donde se mantuvo hasta diciembre de 2016. En enero de 2018, fue elegido miembro del XIII Comité Nacional de la Conferencia Consultiva Política del Pueblo Chino.